# Aysha marinonii
Aysha marinonii là một loài nhện trong họ Anyphaenidae.
Loài này thuộc chi Aysha. Aysha marinonii được Antonio D. Brescovit miêu tả năm 1992.